# Henry Joseph Round
Capitán Henry Joseph Round (2 de junio de 1881, Kingswinford, Staffordshire, Inglaterra-17 de agosto de 1966, Bognor Regis, Reino Unido) fue uno de los primeros pioneros de la radio, obtuvo 117 patentes, asistente personal de Guillermo Marconi.

## Biografía
Henry Joseph Round, hijo mayor de Josesph y Gertrude Round, nació el 2 de junio de 1881. Pasó su infancia en la pequeña ciudad de Kingswinford situada en Staffordshire, Inglaterra.
Henry Round Recibió la mayor parte de su educación en la Cheltenham Grammar School, más tarde se graduó en el Royal College of Science donde obtuvo el first class honors degree.
Round consiguió su empleo en la Compañía Marconi en 1902, apenas realizada la primera transmisión transatlántica sin hilos. Fue enviado a Estados Unidos donde experimentó sobre varios aspectos sobre la tecnología de la radio, focalizando su investigación sobre bobínas con núcleo de polvo de hierro. También llevó a cabo experimentos sobre vías de transmisión sobre mar y tierra, a diferentes horas del día, asimismo investigó sobre radiolocalización, para lo cual utilizó una antena de cuadro.
Durante la Primera Guerra Mundial fue destinado a Inteligencia Militar con el rango de capitán. Aplicó con eficiencia el detector de dirección de señales de radio, patentado por Ettore Bellini y Alessandro Tosi (UK Pat. 21.299/1907; US Pats. 943.960 y 945.445; UK Pat. 4.801/1909) e hizo de este un arma aplicada a la estrategia.
En mayo de 1916 las estaciones de radio británicas monitorearon la marina Alemana, fondeada en Wilhelmshaven. El 30 de mayo detectaron un cambio de dirección de 1,5 grados en las señales recibidas. Cuando el Almirantazgo Británico tuvo noticia de este hecho, ordenaron a la Armada ir tras la flota alemana, al día siguiente tuvo lugar la batalla de Jutlandia.
Por sus servicios prestados durante la guerra, Round fue condecorado con la Cruz Militar. Después de la guerra volvió a la vida civil y se dedicó a los trasmisores de radio y más tarde dedicó sus esfuerzos al primer transmisor de radio británico.
Por su satifactorio desempeño, fue nombrado jefe de ingenieros en la compañía Marconi, y años más tarde decidió crear su propia compañía.
Con el comienzo de la Segunda Guerra Mundial en 1939, el gobierno británico reclamó de nuevo sus servicios. Esta vez se involucró en el ASDIC (Anti-Submarine Detección Investigation Comittee) conocido actualmente como SONAR.
En otros experimentos con detectores de puntas de contacto (cat's whisker detectors), detector descubierto por Greenleaf Whittier Pickard; usando varios tipos de sustancias, Round hizo pasar una corriente eléctrica y vio, por primera vez, que ciertos semiconductores, tales como el carburo de silício, emitían luz. Esta es la primera vez que se hace mención sobre la electroluminiscencia, el principio básico de los ledes (light emiting diodes) o diodos emisores de luz. Round, sorprendido por el fenómeno, envía una breve nota descriptiva a la revista Electrical World, que se publica el 9 de febrero de 1907.
La nota dice así:

A los Editores de Electrical World:
Durante una investigación del paso asimétrico de la corriente a través de un contacto de carburo de silicio (Carborundun) y otras sustancias, un curioso fenómeno fue observado.
Aplicando una tensión de 10 V entre dos punto de un cristal de carburo de silicio (SiC), este produjo un resplandor de color amarillento. Solamente uno de los especímenes produjo un brillante resplandor con esta baja tensión, pero con 110 voltios se encontró una gran cantidad de puntos que producían luz. En algunos cristales sólo las esquinas proporcionaban un resplandor de luz y otros en vez de producirse una luz amarilla se producían de color verde, naranja o azul. En todos los casos comprobados, el resplandor parecía proceder del polo negativo, una brillante chispa azul aparecía en el polo positivo. En un único cristal, si el contacto se hace cerca del centro con el polo negativo y el positivo en cualquier otra parte (de la muestra de carburo de silicio), sólo una sección del cristal resplandecerá.
Parece haber alguna conexión entre el efecto arriba descrito y la fuerza electromotriz (F.E.M) producida por una unión de carburo de silicio y otro conductor cuando se calientan por medio de una corriente continua o alterna; pero este nexo puede ser únicamente secundario como una explicación obvia de la fuerza electromotriz mediante el efecto termoeléctrico (pila Peltier).
El autor agradecería referencias de otras publicaciones relativas a este fenómeno. Nueva York, N. Y.

Las pruebas de Round, al aplicar tensión sobre semiconductores, tenían por misión mejorar la amplificación de las señales de radio, en aquellos años los receptores de radio (radios de galena) funcionaban sin baterías; hay que hacer notar que en la época de Round no se disponía de amplificadores de radiofrecuencia y aunque Edison había descubierto el fenómeno que lleva su nombre aún se tardarían varios años hasta que se descubriese el diodo y sus aplicaciones a la radio.